# Coenotephria flexuosa
Coenotephria flexuosa är en fjärilsart som beskrevs av Paul Dognin 1914. Coenotephria flexuosa ingår i släktet Coenotephria och familjen mätare. Inga underarter finns listade i Catalogue of Life.